# Saint-Martin-de-Jussac
Saint-Martin-de-Jussac (okzitanisch: Sent Martin de Jussac) ist eine französische Gemeinde mit 567 Einwohnern (Stand 1. Januar 2022) im Département Haute-Vienne in der Region Nouvelle-Aquitaine. Sie gehört zum Arrondissement Rochechouart, zum Kanton Saint-Junien und zum Gemeindeverband Vienne Glane. 

## Geographie
Saint-Martin-de-Jussac liegt etwa 25 Kilometer westnordwestlich von Limoges an der Vienne, die die nördliche Gemeindegrenze bildet. Umgeben wird Saint-Martin-de-Jussac von den Nachbargemeinden Saint-Brice-sur-Vienne im Norden und Nordosten, Cognac-la-Forêt im Osten und Südosten, Saint-Auvent im Süden, Chaillac-sur-Vienne im Westen und Südwesten sowie Saint-Junien im Westen und Nordwesten.

## Bevölkerungsentwicklung
| Jahr                       | 1962 | 1968 | 1975 | 1982 | 1990 | 1999 | 2006 | 2018 |
| Einwohner                  | 396  | 367  | 301  | 344  | 410  | 442  | 472  | 566  |
| Quellen: Cassini und INSEE |      |      |      |      |      |      |      |      |

## Sehenswürdigkeiten

Kirche Saint-Martin

- Kirche Saint-Martin
- Wallburg (Motte)